# Associazione Calcio Reggiana 1997-1998
Questa voce raccoglie le informazioni riguardanti della Associazione Calcio Reggiana nelle competizioni ufficiali della stagione 1997-1998.

## Stagione
Nella stagione 1997-1998 la Reggiana si presenta ai nastri di partenza del campionato con l'obiettivo dichiarato di tornare in Serie A, contando anche sulla conferma di Francesco Oddo in panchina. Dopo la retrocessione la squadra subisce molti cambiamenti: Marco Ballotta passa alla Lazio e per sostituirlo la società si affida ad Armando Pantanelli (che partirà titolare prima di perdere il posto ed essere prestato alla Fidelis Andria) e Gianluca Berti, che invece sarà il più presente tra gli estremi difensori (durante il campionato, infatti, ci sarà posto anche per Beniamino Abate). Grandi cambiamenti si hanno anche nel reparto difensivo: i veterani Georges Grün e Dietmar Beiersdorfer si ritirano dal calcio giocato e Michael Hatz viene ceduto al Lecce nelle ultime battute di mercato. Per rinforzare la difesa, la società acquista il centrale Stefano Fattori (che però rimarrà solo tre partite prima di essere ceduto al Torino), e ottiene il ritorno di Roberto Cevoli, che aveva già vestito la maglia granata due anni prima, in occasione della promozione in Serie A. Per il centrocampo la società ottiene Cristiano Zanetti in prestito dalla Fiorentina e ingaggia vari altri giocatori tra i quali Antonio Marasco, Francesco Tudisco, Salvatore Sullo, Ivano Della Morte e l'ex-milanista Alberico Evani (che sarà poi ceduto alla Carrarese nel mercato invernale). In attacco la società si affida ad Eupremio Carruezzo e, dal mercato novembrino, anche al ritorno di Andrea Silenzi.
Dopo la vittoria nella gara d'esordio contro il Foggia (gol su rigore del neo-acquisto Carruezzo), la squadra entra in un periodo di crisi che la fa precipitare nelle posizioni di coda. All'8ª giornata la Reggiana è sconfitta al Giglio per (0-1) dal fanalino di coda Genoa e Francesco Oddo viene sollevato dall'incarico. Gli subentra il tecnico riminese Franco Varrella che sembra riuscire a trovare la giusta quadratura quasi subito: sconfitti al Giglio Perugia e Venezia, che a fine anno saranno promosse in A, la squadra risale lentamente la classifica e rientra nella lotta per la promozione grazie a una buona tenuta difensiva. Il recupero in classifica è propiziato anche dalla buona vena di Giacomo Banchelli, attaccante acquistato nel mercato di riparazione al posto di Carruezzo, e di Alessio Pirri: i gol dell'ex-attaccante della Fiorentina si rivelano pesanti in molte occasioni.
Alla 3ª giornata del girone di ritorno i granata sconfiggono (3-2) il Ravenna a domicilio e agganciano il quarto posto in classifica, in compagnia del Torino. A questo punto però la Reggiana cala improvvisamente il ritmo: sconfitta in casa dalla capolista Salernitana e poi, in maniera clamorosa, dal fanalino di coda Padova, la squadra si stacca progressivamente senza mai riuscire a riavvicinarsi davvero alla zona promozione a causa di una grave discontinuità dei risultati. Alla 34ª giornata la Reggiana espugna il Bentegodi con il risultato di (0-1), ottenendo una vittoria importante contro una diretta concorrente, ma il sogno promozione si infrange definitivamente sette giorni dopo, quando il Torino passa al Giglio sempre (0-1). A questo punto la promozione è sfumata, la Reggiana conclude il campionato con altre due sconfitte e un anonimo decimo posto in classifica.
In questa stagione la Reggiana ha impiegato ben 35 giocatori diversi, più di ogni altra squadra della serie cadetta, senza per altro ottenere i risultati sperati; le rose ampie e l'utilizzo di così tanti giocatori saranno una costante della gestione Dal Cin anche negli anni successivi.

## Divise e sponsor
| Prima divisa | Seconda divisa |

## Rosa
| N. |                    | Ruolo | Calciatore           |
| -- | ------------------ | ----- | -------------------- |
| 1  | Italia (bandiera)  | P     | Gianluca Berti       |
| 2  | Italia (bandiera)  | D     | Roberto Cevoli       |
| 3  | Italia (bandiera)  | P     | Armando Pantanelli   |
| 4  | Italia (bandiera)  | C     | Angelo Terracenere   |
| 5  | Italia (bandiera)  | D     | Filippo Galli        |
| 6  | Italia (bandiera)  | D     | Angelo Gregucci      |
| 7  | Italia (bandiera)  | C     | Ivano Della Morte    |
| 8  | Italia (bandiera)  | C     | Francesco Tudisco    |
| 9  | Italia (bandiera)  | A     | Eupremio Carruezzo   |
| 10 | Italia (bandiera)  | C     | Sebastiano Vecchiola |
| 11 | Russia (bandiera)  | A     | Igor' Simutenkov     |
| 12 | Italia (bandiera)  | P     | Beniamino Abate      |
| 13 | Italia (bandiera)  | D     | Stefano Fattori      |
| 14 | Italia (bandiera)  | C     | Salvatore Sullo      |
| 16 | Italia (bandiera)  | D     | Giovanni Orfei       |
| 17 | Italia (bandiera)  | D     | Gabriele Grossi      |
| 18 | Italia (bandiera)  | C     | Alberico Evani       |
| 19 | Austria (bandiera) | D     | Michael Hatz         |
| 20 | Svezia (bandiera)  | A     | Johan Ragnell        |
| 21 | Italia (bandiera)  | C     | Gianluca Cherubini   |
| 22 | Italia (bandiera)  | D     | Max Tonetto          |
| 23 | Italia (bandiera)  | C     | Cristiano Zanetti    |

| N. |                   | Ruolo | Calciatore         |
| -- | ----------------- | ----- | ------------------ |
| 24 | Italia (bandiera) | A     | Fabio Lorieri      |
| 25 | Italia (bandiera) | C     | Gianni Margheriti  |
| 26 | Italia (bandiera) | D     | Ciro Caruso        |
| 27 | Italia (bandiera) | A     | Giacomo Paniccia   |
| 28 | Italia (bandiera) | D     | Giordano Caini     |
| 29 | Italia (bandiera) | A     | Massimo Minetti    |
| 30 | Italia (bandiera) | D     | Claudio Grimaudo   |
| 31 | Italia (bandiera) | A     | Christian Araboni  |
| 32 | Italia (bandiera) | C     | Luca Ariatti       |
| 33 | Italia (bandiera) | A     | Giacomo Banchelli  |
| 34 | Italia (bandiera) | C     | Pietro Parente     |
| 35 | Italia (bandiera) | C     | Antonio Marasco    |
| 36 | Italia (bandiera) | A     | Andrea Silenzi     |
| 37 | Italia (bandiera) | C     | Paolo Coppola      |
| 38 | Italia (bandiera) | D     | Danilo Zini        |
| 39 | Italia (bandiera) | P     | Andrea Artich      |
| 40 | Italia (bandiera) | C     | Alessio Pirri      |
| 41 | Italia (bandiera) | C     | Paolo Ponzo        |
| 42 | Italia (bandiera) | C     | Nicolò Sciacca     |
| 43 | Italia (bandiera) | D     | Fabio Caselli      |
| 44 | Italia (bandiera) | D     | Alessandro Tacconi |

## Calciomercato

### Sessione estiva
| Acquisti | Acquisti           | Acquisti          | Acquisti      |
| R.       | Nome               | da                | Modalità      |
| -------- | ------------------ | ----------------- | ------------- |
| P        | Armando Pantanelli | Inter             | Definitivo    |
| P        | Gianluca Berti     | Roma              | Definitivo    |
| P        | Beniamino Abate    | Cagliari          | Definitivo    |
| D        | Ciro Caruso        | Carpi             | Definitivo    |
| D        | Roberto Cevoli     | Torino            | Definitivo    |
| D        | Giovanni Orfei     | Palermo           | Fine prestito |
| D        | Paolo Mozzini      | Como              | Fine prestito |
| D        | Claudio Grimaudo   | Salernitana       | Definitivo    |
| D        | Stefano Fattori    | Verona            | Definitivo    |
| C        | Gianni Margheriti  | Acireale          | Definitivo    |
| C        | Ivano Della Morte  | Alessandria       | Definitivo    |
| C        | Alberico Evani     | Sampdoria         | Definitivo    |
| C        | Antonio Marasco    | Savoia            | Definitivo    |
| C        | Salvatore Sullo    | Pescara           | Definitivo    |
| C        | Angelo Terracenere | Pescara           | Prestito      |
| C        | Francesco Tudisco  | Salernitana       | Definitivo    |
| C        | Cristiano Zanetti  | Fiorentina        | Prestito      |
| C        | Giacomo Paniccia   | Lazio             | Definitivo    |
| A        | Eupremio Carruezzo | Savoia            | Definitivo    |
| A        | Andrea Silenzi     | Nottingham Forest | Definitivo    |
| A        | Johan Ragnell      | Ljungskile        | Definitivo    |

| Cessioni | Cessioni             | Cessioni         | Cessioni      |
| R.       | Nome                 | a                | Modalità      |
| -------- | -------------------- | ---------------- | ------------- |
| P        | Marco Ballotta       | Lazio            | Definitivo    |
| P        | Ettore Gandini       | Novara           | Definitivo    |
| D        | Georges Grün         |                  | Fine carriera |
| D        | Dietmar Beiersdorfer |                  | Fine carriera |
| D        | Fabio Faso           | Carpi            | Definitivo    |
| D        | Paolo Mozzini        | Cremonese        | Prestito      |
| D        | Michael Hatz         | Lecce            | Definitivo    |
| D        | Max Tonetto          | Empoli           | Definitivo    |
| C        | Gianluca Sordo       | Bari             | Definitivo    |
| C        | Damiano Longhi       | Castel di Sangro | Definitivo    |
| C        | Ioan Sabău           | Brescia          | Fine prestito |
| C        | Alessandro Mazzola   | Piacenza         | Definitivo    |
| C        | Antonio Pacheco      | Santa Clara      | Definitivo    |
| C        | Franz Carr           | Bolton           | Prestito      |
| A        | Adolfo Valencia      | América de Cali  | Definitivo    |

### Sessioni autunnale e invernale
| Acquisti | Acquisti          | Acquisti | Acquisti   |
| R.       | Nome              | da       | Modalità   |
| -------- | ----------------- | -------- | ---------- |
| C        | Alessio Pirri     | Reggina  | Definitivo |
| C        | Paolo Ponzo       | Ravenna  | Definitivo |
| A        | Giacomo Banchelli | Cagliari | Definitivo |

| Cessioni | Cessioni           | Cessioni       | Cessioni      |
| R.       | Nome               | a              | Modalità      |
| -------- | ------------------ | -------------- | ------------- |
| P        | Armando Pantanelli | Fidelis Andria | Prestito      |
| D        | Stefano Fattori    | Torino         | Definitivo    |
| C        | Alberico Evani     | Carrarese      | Prestito      |
| C        | Angelo Terracenere | Pescara        | Fine prestito |
| A        | Eupremio Carruezzo | Cagliari       | Definitivo    |

## Risultati

### Campionato

#### Girone di andata
| Arbitro: | Tombolini (Ancona) |

|                      |           |  |
| Carruezzo 79’ (rig.) | Marcatori |  |

| Arbitro: | Dagnello (Trieste) |

|            |           |  |
| Marino 44’ | Marcatori |  |

| Arbitro: | Calabrese (Avezzano) |

|               |           |               |
| Vecchiola 74’ | Marcatori | 76’ Francioso |

| Arbitro: | Branzoni (Pavia) |

|                                         |           |  |
| Di Vaio 6’, 49’ Ricchetti 29’ Breda 63’ | Marcatori |  |

| Arbitro: | Ercolino (Cassino) |

|               |           |  |
| Marazzina 70’ | Marcatori |  |

| Arbitro: | Rosetti (Torino) |

|            |           |  |
| Cevoli 45’ | Marcatori |  |

| Padova 12 ottobre 1997 7ª giornata | Padova           | 0 – 0 | Reggiana | Stadio Euganeo\| Arbitro: \| Rossi (Ciampino) \| |
| Arbitro:                           | Rossi (Ciampino) |       |          |                                                  |

| Arbitro: | Sirotti (Forlì) |

|  |           |                |
|  | Marcatori | 31’ Bortolazzi |

| Arbitro: | Paparesta (Bari) |

|                                |           |                 |
| Montanari 33’ Sullo 56’ (aut.) | Marcatori | 29’ Della Morte |

| Arbitro: | Preschern (Mestre) |

|                              |           |  |
| Banchelli 35’ Margheriti 88’ | Marcatori |  |

| Arbitro: | Bolognino (Milano) |

|                            |           |  |
| Vecchiola 8’ Banchelli 81’ | Marcatori |  |

| Arbitro: | Gambino (Barletta) |

|                               |           |                          |
| Longhi 45’ (rig.) Rimedio 90’ | Marcatori | 5’ Parente 14’ Vecchiola |

| Arbitro: | Nucini (Bergamo) |

|                    |           |  |
| Parente 34’ (rig.) | Marcatori |  |

| Cagliari 14 dicembre 1997 14ª giornata | Cagliari        | 0 – 0 | Reggiana | Stadio Sant'Elia\| Arbitro: \| Sirotti (Forlì) \| |
| Arbitro:                               | Sirotti (Forlì) |       |          |                                                   |

| Arbitro: | Collina (Viareggio) |

|  |           |                     |
|  | Marcatori | 42’ (rig.) Aglietti |

| Arbitro: | Cesari (Genova) |

|              |           |  |
| Ferrante 70’ | Marcatori |  |

| Arbitro: | Strazzera (Trapani) |

|            |           |  |
| Caruso 50’ | Marcatori |  |

| Monza 18 gennaio 1998 18ª giornata | Monza                       | 0 – 0 | Reggiana | Stadio Brianteo\| Arbitro: \| Serena (Bassano del Grappa) \| |
| Arbitro:                           | Serena (Bassano del Grappa) |       |          |                                                              |

| Arbitro: | Bonfrisco (Monza) |

|            |           |  |
| Parente 2’ | Marcatori |  |

#### Girone di ritorno
| Arbitro: | Pin (Conegliano) |

|  |           |                    |
|  | Marcatori | 38’, 45’ Banchelli |

| Arbitro: | Paparesta (Bari) |

|              |           |                  |
| A. Pirri 11’ | Marcatori | 72’ (rig.) Sesia |

| Arbitro: | Bazzoli (Merano) |

|                                    |           |                                 |
| Dell'Anno 63’ D'Aloisio 66’ (rig.) | Marcatori | 13’ Banchelli 15’, 56’ A. Pirri |

| Arbitro: | Bettin (Padova) |

|  |           |                  |
|  | Marcatori | 54’ (aut.) Galli |

| Arbitro: | Sirotti (Forlì) |

|                                  |           |                              |
| Banchelli 13’ Parente 70’ (rig.) | Marcatori | 29’ Melis 49’ (rig.) Cerbone |

| Arbitro: | Lana (Torino) |

|  |           |                                                         |
|  | Marcatori | 11’ Galli 21’ Sullo 26’, 59’ Banchelli 40’ (aut.) Susic |

| Arbitro: | Gambino (Barletta) |

|  |           |                      |
|  | Marcatori | 20’ Fig 75’ Landonio |

| Arbitro: | Trentalange (Torino) |

|                          |           |                               |
| Lopez 76’ Giampietro 90’ | Marcatori | 10’ Sullo 57’ (rig.) A. Pirri |

| Arbitro: | Cardella (Torre del Greco) |

|                             |           |  |
| Sullo 8’, 67’ Banchelli 45’ | Marcatori |  |

| Arbitro: | De Santis (Tivoli) |

|                             |           |  |
| Materazzi 35’ Tovalieri 68’ | Marcatori |  |

| Arbitro: | Tombolini (Ancona) |

|                            |           |                |
| G. Filippini 17’ Luppi 27’ | Marcatori | 85’ Simutenkov |

| Arbitro: | Strazzera (Trapani) |

|                |           |  |
| Simutenkov 20’ | Marcatori |  |

| Arbitro: | Bettin (Padova) |

|               |           |                 |
| Altobelli 50’ | Marcatori | 90’ (aut.) Ripa |

| Reggio Emilia 10 maggio 1998 33ª giornata | Reggiana           | 0 – 0 | Cagliari | Stadio Giglio\| Arbitro: \| Rodomonti (Teramo) \| |
| Arbitro:                                  | Rodomonti (Teramo) |       |          |                                                   |

| Arbitro: | Gambino (Barletta) |

|  |           |           |
|  | Marcatori | 38’ Sullo |

| Arbitro: | Braschi (Prato) |

|  |           |              |
|  | Marcatori | 52’ Ferrante |

| Arbitro: | Calabrese (Avezzano) |

|                        |           |               |
| Della Morte 79’ (aut.) | Marcatori | 39’ Banchelli |

| Arbitro: | Pellegrino (Barcellona Pozzo di Gotto) |

|  |           |                             |
|  | Marcatori | 48’ Campolonghi 58’ Crovari |

| Arbitro: | Preschern (Mestre) |

|                                 |           |  |
| Palladini 33’ Di Giannatale 75’ | Marcatori |  |

### Coppa Italia
| Arbitro: | Bonfrisco (Monza) |

|             |           |                          |
| De Poli 30’ | Marcatori | 20’ Sullo 80’ Margheriti |

| Arbitro: | Messina (Bergamo) |

|                           |           |  |
| Carruezzo 61’ Minetti 86’ | Marcatori |  |

| Milano 2 settembre 1997 2º turno - andata | Milan              | 0 – 0 | Reggiana | Stadio Giuseppe Meazza\| Arbitro: \| De Santis (Tivoli) \| |
| Arbitro:                                  | De Santis (Tivoli) |       |          |                                                            |

| Arbitro: | Bettin (Padova) |

|  |           |                    |
|  | Marcatori | 34’ Weah 90’ Boban |